# Targowska Wola
Targowska Wola (niem. Theerwischwolla, 1933–1945 Theerwischwalde) – wieś w Polsce położona w województwie warmińsko-mazurskim, w powiecie szczycieńskim, w gminie Dźwierzuty. W latach 1975–1998 miejscowość administracyjnie należała do województwa olsztyńskiego.
Wieś z folwarkiem, należąca dawniej do dóbr targowskich, w drugiej połowie XVIII w. stanowiła samodzielny majątek szlachecki. W 1933 r. w ramach akcji germanizacyjnej zmieniono urzędową nazwę miejscowości na Theerwischwalde. W tym czasie wieś z majątkiem liczyła 6 gospodarstw.
Zobacz też: Targowska Wólka